# تحليل فوق عقدي
في الرياضيات، يعد التحليل الفوق عقدي (بالإنجليزية: Hypercomplex analysis)‏ الامتداد الأساسي للتحليل الحقيقي والتحليل العقدي لدراسة الدالة حيث يكون المدخل عبارة عن العدد الفوق عقدي. المثال الأول هو دوال كواتيرنيون المتغيرة، حيث يكون المدخل عبارة عن كواتيرنيون (في هذه الحالة، يسمى المجال الفرعي للتحليل الفوق عقدي؛ تحليل كواتيرنيون). يتضمن المثال الثاني دوال المتغير الحركي حيث تكون المدخلات عبارة عن أعداد عقدية مقسمة.